# Folket i Bild/Kulturfront
Folket i Bild/Kulturfront är en partipolitiskt oberoende tidskrift, startad i januari 1972. Den utges av en förening med samma namn.
Tidningen ser som sin uppgift att verka till försvar för yttrande- och tryckfrihet, för främjandet av en folkets kultur och till antiimperialistiska krafters stöd. Kring tidningen kan människor från olika partier och organisationer samlas.
En vanlig akronym för Folket i Bild/Kulturfront är "FiB/K". Tidningen har sitt säte och redaktion i Stockholm.

## Historia
Tidningen startades 1972 av personer som ville knyta an till den gamla Folket i Bild, sedan de dåvarande ägarna Esselte och Socialdemokraterna 1962 hade sålt den till Bonniers som gjort om den till herrtidningen FIB aktuellt. Kulturfront anknyter till den antifascistiska föreningen Kulturfront som 1936 utgav två nummer av tidskriften Kulturfront. I denna förening samlades intellektuella och politiskt aktiva för att möta och bekämpa det fascistiska hotet.
Folket i Bild/Kulturfront började som varannan vecka-tidning men är nu en månadstidskrift. Vid slutet av nittiotalet var tidningen under redaktören Kalle Hägglund nära konkurs, men de ekonomiska bekymren reddes ut av en ny styrelse och föreningen har stabiliserats vad gäller både ekonomi som upplaga. Man satsar bl.a. mycket på inrikesreportage och fotoarbete. Ansvarig utgivare är idag Karin Rosenqvist. 
Tidskriften har funnits på internet sedan 1995.

### IB-affären
Tidningens största scoop kom redan 1973, då  Folket i Bild/Kulturfront med Greta Hofsten som ansvarig utgivare, publicerade ett stort avslöjande reportage om spionageverksamheten inom Informationsbyrån (IB). Avslöjandet kom att kallas IB-affären och ledde till att polisen gjorde beslag på redaktionen. Jan Guillou och Peter Bratt dömdes till ett års fängelse för spioneri. Efter avslöjandet upplöstes IB. Artikelserien om IB publiceras som nytryckt bilaga till FiB/K nr. 11 2009.

## Inriktning och politik

### Försvar för yttrande- och tryckfriheten
I sitt försvar av yttrandefriheten har tidningen gjort uttalanden som av många setts som spektakulära. Bland annat så har de konsekvent försvarat historierevisionisters rätt till yttrandefrihet. Karolina Matti, Robert Faurisson och Ahmed Rami är några av de kontroversiella personligheter vars rätt till yttrande- och tryckfrihet tagits i försvar av tidningen. Man upplåter också utrymme i sina spalter för dem som av politiska eller ideologiska skäl ofta förvägras plats i vanlig media, när det motiveras av angrepp på dem. De var också mot kriminaliseringen av innehav av barnpornografi. Folket i Bild/Kulturfront, tillsammans med den maoistiska vänstern och konservativa jurister, var motståndare till grundlagsförändringarna då dessa diskuterades 1973–1974, och dess engagemang i frågan lär haft påverkan på den slutgiltiga lagtexten.

### För en folkets kultur
"För en folkets kultur" är en av FiB/K:s paroller och den har rest många frågor. Vad Folket i Bild/Kulturfront menade med den vid grundandet var att folkets kultur stod i motsats till den kapitalistiska kultursyn som gick ut på att fördumma människor med hjälp av bl.a. skandaler och pornografi. En annan tolkning av "en folkets kultur" hävdar att det är all kultur som inte skapats av makten av profit- eller propagandaskäl. Fokus har skiftat lite i denna fråga, från att då ha handlat om folkmusik och träsnitt till att i dagsläget inkludera inte fullt så traditionella fenomen som ståuppkomik, Adam Tensta och graffiti. Alltjämt har det stora litteraturinslaget bevarats och FiB/Kulturfront är den enda svenska månadstidning som har minst en kvalitetsnovell i varje nummer. Tidningen brukar också innehålla lyrik. Parollen "för en folkets kultur" har ofta fått kritik från liberaler och frihetliga socialister som nationalistisk. Folket i Bild/Kulturfront verkar dock ej själva ha något problem med detta epitet, och dess krönikör Jan Myrdal hävdar att istället för att ta avstånd från svenska flaggan bör den ryckas från nazisterna som antifascisterna i Sverige gjorde under andra världskriget.

### Antiimperialism
Tidningen har en principiell antiimperialistisk hållning och har varit mot alla former av vad man sett som angreppskrig och imperialistiska ockupationsföretag, bl.a. USA:s i Irak och Afghanistan, Sovjetunionens i Afghanistan och Tjeckoslovakien samt Vietnams i Kampuchea.

### Folkfrontstanken
Folket i Bild kan sägas höra till en vänstertradition, men även om många som är engagerade i folkbildningsprojektet tillhör den politiska vänstern eller har ett socialistiskt förflutet (när det gäller äldre medlemmar ofta inom den maoistiska rörelsen), så finns kring tidningen även folk utan lika tydlig politisk tillhörighet som Anders Björnsson och Knut Carlqvist. FiB-juristernas Ingemar Folke medverkar i varje nummer och en av föreningens grundare var dåvarande centerpartisten Rune Lanestrand, senare redaktör för Småbrukaren. Förklaringen finns i att tidningen präglas av folkfrontstanken och som det poängteras på andrasidan kan människor ur olika partier och organisationer aktivera sig kring tidningen. Detta är något som orsakat kritik från annat vänsterhåll; bland annat har trotskistiska organisationer kritiserat personer kring tidningen för att ingå oheliga allianser i upprop, kampanjer och andra samarbeten.[källa behövs]

## Medarbetare
Tidningen har genom åren haft många kända journalister och skribenter i sitt stall och som engagerade i föreningen och dess tillblivelse. Malcom Kyeyune började sin skribentbana på tidningen och satt också i dess styrelse. Bland andra har Jan Guillou, Peter Bratt, Jan Myrdal, Erik Wijk, Gösta Hultén, Vladimir Oravsky, Fredrik Virtanen, Peter Birro, Gun Kessle, Robert Aschberg, Salomon Schulman, Margareta Zetterström, Crister Enander, Vilhelm Moberg och Ivar Lo-Johansson medverkat. De senaste åren har Jonas Hassen Khemiri, Martin Schibbye, Jenny Wrangborg med flera unga skribenter och författare haft tidningen som sin plattform. Astrid Lindgren var föreningens mest kända medlem. Stående inslag i tidningen är filmkritikern Hans Isakssons krönikor och Jan Myrdals skriftställningar.